# میگل ولوسو
میگل لوییس پینتو ولوسو (پرتغالی: Miguel Luís Pinto Veloso؛ زادهٔ ۱۱ مهٔ ۱۹۸۶) بازیکن سابق فوتبال اهل پرتغال است.
وی برای تیم ملی فوتبال پرتغال ۵۶ بازی انجام داده و ۳ گل به ثمر رسانده‌است.